# فرنسيسكو سيبولفيدا
فرنسيسكو سيبولفيدا (بالإسبانية: Francisco Sepúlveda Riveros)‏ هو لاعب كرة قدم تشيلي في مركز الدفاع، ولد في 3 سبتمبر 1991 في تشيلي. لعب مع ديبورتيس أنتوفاغاستا.